# Джоузеф Томсън
Джоузеф Дъмфрис Томсън (на английски: Joseph Dumfries Thomson) е шотландски геолог, изследовател на Африка.

## Ранни години (1858 – 1879)
Роден е на 14 февруари 1858 година в Пенпонт, Шотландия. Още от ранна възраст помага на баща си, който се занимава с разработка на каменни кариери и търговия със строителни материали. Развива силен интерес към геологията и ботаниката и завършва Университета в Единбург специалност геология. След дипломирането си през 1878 е назначен като геолог в експедицията, организирана от Кралското географско дружество в Източна Африка, но скоро след пристигането им в Танзания ръководителят Кит Джонстън умира от дизентерия на 28 юни 1879 и Томсън, макар и едва 21-годишен, поема ръководството на експедицията и успешно се справя със задачата си.

## Експедиционна дейност в Източна Африка (1879 – 1884)

### Първа експедиция (1879 – 1881)
През 1879 г. от Дар ес Салам експедицията се отправя на запад, пресича платото Ухехе, което е вододел на реките Киломбере (лява съставяща на Руфиджи) и Голяма Руаха (ляв приток на Руфиджи) и планината Кипенгере (открита от експедицията) и достига до северната част на езерото Няса. Оттам продължава на северозапад през съвършено неизследвана област и достига до южната част на езерото Танганика. Изследва западния бряг на езерото до изтичането от него на река Лукуга и последната до средното ѝ течение, като за шест дни плаване по нея установява, че е неудобна за корабоплаване поради множеството прагове. По-нататъшното придвижване на експедицията надолу по Лукуга до вливането ѝ в Луалаба е спряно от местни племена. Опитът на Томпсън да достигне до Луалаба по обиколен път от юг също не дава резултат. Поради това Томпсън се връща обратно до южната част на езерото и тръгва на североизток към Табора, като по пътя открива езерото Руква и установява, че няма връзка с Танганика и е безотточно. През юли 1880 се завръща в Занзибар.
През 1881 изследва в басейна на река Рувума находища на въглища. След завръщането си от Африка издава книгата „To the Central African lakes and back again“, Vol. 1 – 2, London, 1881 (в превод „Към централноафриканските езера и обратно“).

### Втора експедиция (1883 – 1884)
През март 1883 г., от Момбаса се отправя на запад в нова експедиция, изследва източните и северни склонове на масива Килиманджаро и оттам продължава на северозапад. Пресича лавовото плато Капити, достига до езерото Найваша (0°46′ ю. ш. 36°20′ и. д. / 0.766667° ю. ш. 36.333333° и. д.) и на северозапад от него открива малките солени езера Накуру (0°21′ ю. ш. 36°05′ и. д. / 0.35° ю. ш. 36.083333° и. д.) и Елментейта (0°26′ ю. ш. 36°14′ и. д. / 0.433333° ю. ш. 36.233333° и. д.). Заобикаля от север хребета Абърдеър (4001 м, открит от него) и се спуска в долината на река Евасо-Нгиро, заобикаляща от запад и север масива Кения. Той е първия европеец, който пребивава в непосредствена близост до този величествен угаснал вулкан, като уточнява местоположението му и потвърждава, че върхът му е покрит със сняг. Пресича от югоизток на северозапад югозападната част на лавовото плато Лайкипия и открива езерото Баринго (0°38′ с. ш. 36°05′ и. д. / 0.633333° с. ш. 36.083333° и. д.), продължава на запад, пресича планината Камасия и достига до североизточните брегове на езерото Виктория. На север от маршрута си открива планинския масив Елгон (4322 м). Неочакваното му заболяване му попречва да достигне до първоначално набелязаната цел, извора на река Виктория-Нил, но въпреки всичко задачата на експедицията е достигната: прекият път от Момбаса към Нилските езера е открит. Обратният път към Индийския океан едва не се оказва последен за него: той е тежко ранен при лов на биволи и оживява благодарение грижите на спътниците си африканци, които благополучно го пренасят на 24 май 1884 в Момбаса.
През ноември 1884 г., на специално тържество в Кралското географско дружество в Лондон, Томсън обявява в чернова новата си книга „Through Masai Land“ (в превод „През страната на масаите“), която излиза от печат на следващата година и предизвиква голям интерес сред учените. Фундаментален научен резултат от експедицията на Томпсън, а преди това и на Густав Фишер, е откриването (в пълен смисъл то е осъзнато едва по-късно) на меридионално разположения Източен рифт в Източна Африка, заобиколен от високи вулканични планини и плата, с лежащи на дъното му верига от безотточни езера. Окончателно е установено, че басейните на бреговите реки – Тана, Галана, Пангани и други, нямат общ вододел в басейна на Нил и са отделени от него с безотточната рифтова зона.

## Следващи години (1885 – 1895)
През 1885 г. е нает от националната компания „Африка“ за предотвратяване на германското влияние в района на река Нигер, но се завръща в Англия още на другата година разочарован, че няма възможности за широкомащабно изследване на района.
През 1888 прониква от север до Среден Атлас в Алжир.
През 1890 Томпсън е нает от Британската Южноафриканска компания за сключване на изгодни договори за компанията с местните вождове на територията на днешна Замбия с цел по-нататъшното проникване на Англия във вътрешността на Африка.
Дългото пребиваване в райони с нездравословен климат влошават здравето му и през 1892 напуска поста си в Британската Южноафриканска компания и се завръща в Англия, за да се лекува от цистит и пиелонефрит. Смяната на климата не му повлиява благоприятно и умира на 2 август 1895 година в Лондон на 37-годишна възраст.